# Бланки, Луи Огюст
Луи Огюст Бланки (фр. Louis Auguste Blanqui; 8 февраля 1805 — 1 января 1881) — французский революционер и утопический социалист, участник всех парижских восстаний и революций на протяжении 1830—1871 гг., организатор ряда революционных обществ. Был избран в Парижскую коммуну, но участия фактически в ней не принимал, так как был арестован накануне восстания.
Будучи убеждённым материалистом и воинствующим безбожником (ему принадлежит знаменитый лозунг: «Ни богов, ни господ!»), наиболее близко из домарксистских социалистов подходя к революционному коммунизму, Бланки придавал слишком большое значение роли личности в истории и не понимал значения массовых рабочих организаций. Этим объясняется позиция Бланки и его учеников в вопросе о борьбе с религией.
Являясь неутомимым подпольщиком (он провёл в общей сложности почти 37 лет в тюремных заключениях), Бланки до конца жизни не переставал быть вдохновителем тайных революционных обществ, идеология которых была названа в его честь бланкизмом.
Сын члена Конвента Жана Доминика Бланки, брат экономиста Жерома-Адольфа Бланки.

## Биография
Первоначальное образование получил в лицее Карла Великого, потом изучал юриспруденцию и медицину. Рано выступил борцом за коммунистические идеи и уже в 1827 году принимал участие в беспорядках, трижды был ранен, арестован и заключён в тюрьму.
В 1830 году (27 июля) Бланки с оружием в руках участвовал в восстании и, недовольный установившейся новой монархией, образовал республиканское общество «Amis du peuple» («Друзья народа»). Открытый поход, который он повёл против нового правительства, вызвал судебное преследование и 12 января 1832 года он был осуждён на годичное тюремное заключение и штраф. Его процесс издан под загл. "Defense du citoyen L. A. Blanqui devant la cour d’assises («Защита гражданина Л.А. Бланки на суде присяжных») (Париж, 1832).
В 1836 году он был во второй раз приговорён за участие в недозволенном обществе к двухлетнему заключению и штрафу. В 1837 году вместе с А. Барбесом и М. Бернаром создал тайную революционную республиканскую организацию «Общество времён года» с целью ликвидации режима Июльской монархии и установления республики. 12 мая 1839 года «Общество времён года» подняло восстание в Париже, подавленное правительственными войсками. Через полгода был арестован и 31 января 1840 года приговорён к смертной казни, заменённой королём на пожизненное заключение.
Освобождённый революцией 1848, основал в Париже «Республиканское центральное общество». Делом этого общества были восстания 17 марта, 16 апреля и 15 мая с целью ниспровержения правительства и введения проповедуемого Бланки коммунистического строя. Предприятия не удались, и 2 апреля 1849 года Бланки был осужден на десятилетнее заключение, которое отбывал в Бель-Иле и в Корте на острове Корсика.
Освобожденный амнистией 1859 года, сначала жил в Лондоне, но уже в 1861 году вновь был приговорён в Париже к четырёхлетнему тюремному заключению и штрафу как глава противозаконного общества. В 1865—1870 жил в Брюсселе, и немедленно, по провозглашении республики, основал клуб и журнал «La patrie en danger» («Отечество в опасности»).
Осуждён на пожизненное заключение за участие в революционных выступлениях 31 октября 1870 и 22 января 1871. После образования Парижской коммуны 18 марта 1871 года заочно избран её членом. После её падения был осужден к ссылке в Новую Каледонию, но из-за слабого здоровья наказание было заменено тюремным заключением. В клервоской тюрьме он написал астрономическое сочинение: «L’Eternite par les astres» («К вечности — через звёзды», Париж, 1872).
Вследствие агитации социалистической партии, был выбран в 1879 году депутатом от Бордо, получив больше голосов, чем писатель Андре Лавертюжон, но избрание его не было утверждено палатой. Умер 1 января 1881 года, проведя в целом около 37 лет в тюремном заключении. Кроме многих статей, рассеянных в разных газетах и отдельных памфлетах и брошюрах, Кронсером издано извлечение из оставшихся по смерти Бланки рукописей (Париж, 1888).

## В культуре
Бланки стал одним из персонажей «Повести о смерти» Марка Алданова (1952—1953 годы), романов Галины Серебряковой.
- 2 марта 1919 года на площади у Балтийского вокзала был установлен памятник. Памятник не сохранился.[2][3][4][5]

## Произведения Бланки
- Две морали. Атеизм и спиритуализм. Монотеизм. Отец церкви IV века. Преподобный отец Гратри / в сб. «Парижская Коммуна в борьбе с религией и церковью» Архивная копия от 27 апреля 2014 на Wayback Machine
- Воззвание по поводу красного знамени Архивная копия от 27 апреля 2014 на Wayback Machine
- Доклад, прочитанный в Обществе друзей народа 2 февраля 1832 г. Архивная копия от 27 апреля 2014 на Wayback Machine
- Заметки о Луи Блане Архивная копия от 27 апреля 2014 на Wayback Machine
- Избранные произведения Архивная копия от 27 апреля 2014 на Wayback Machine
- Инструкция к вооруженному восстанию Архивная копия от 27 апреля 2014 на Wayback Machine
- К разрушению постоянных армий Архивная копия от 27 апреля 2014 на Wayback Machine